# Marienau (Flensburg)

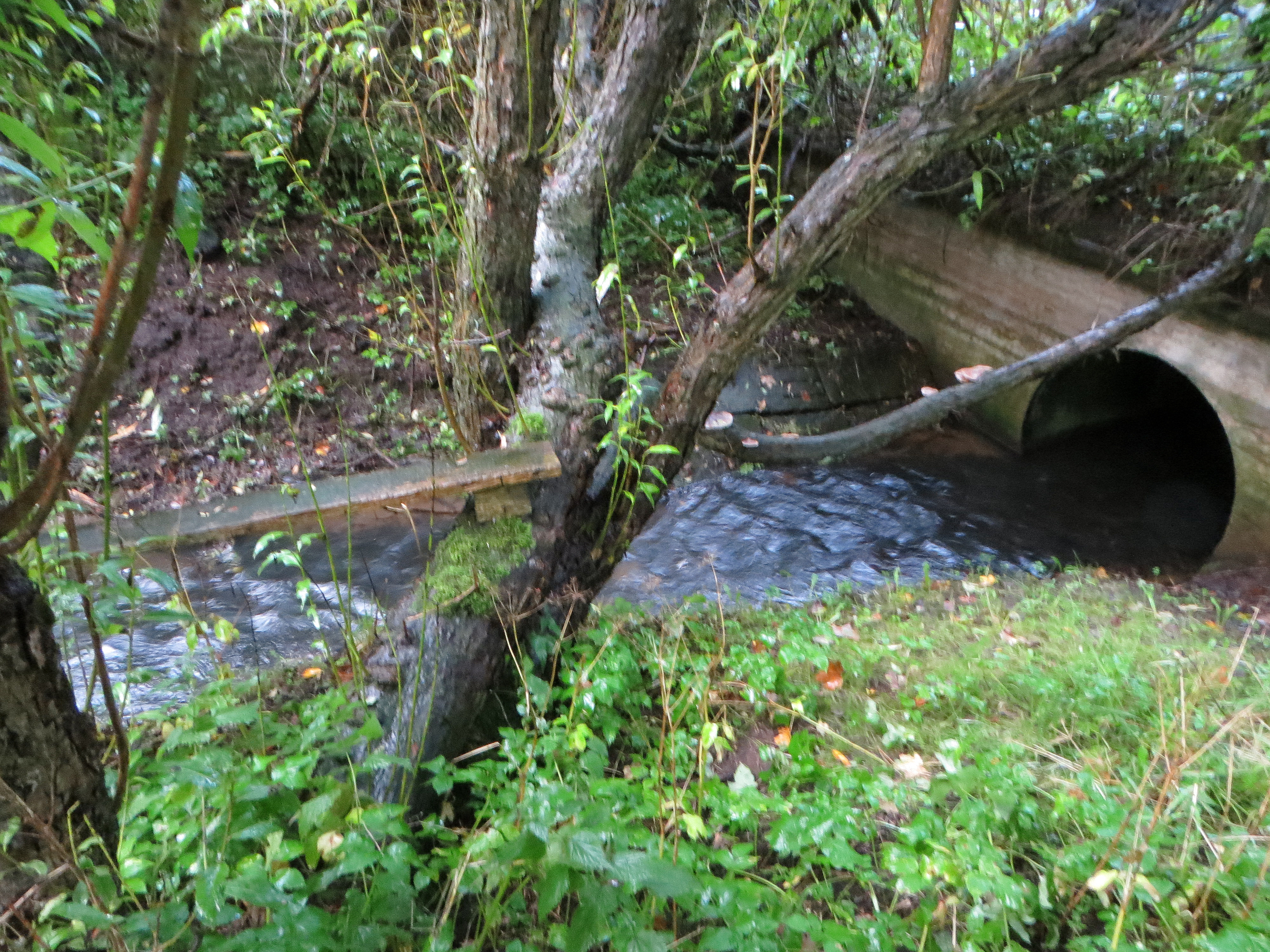
File:Marienau am Quakenweg

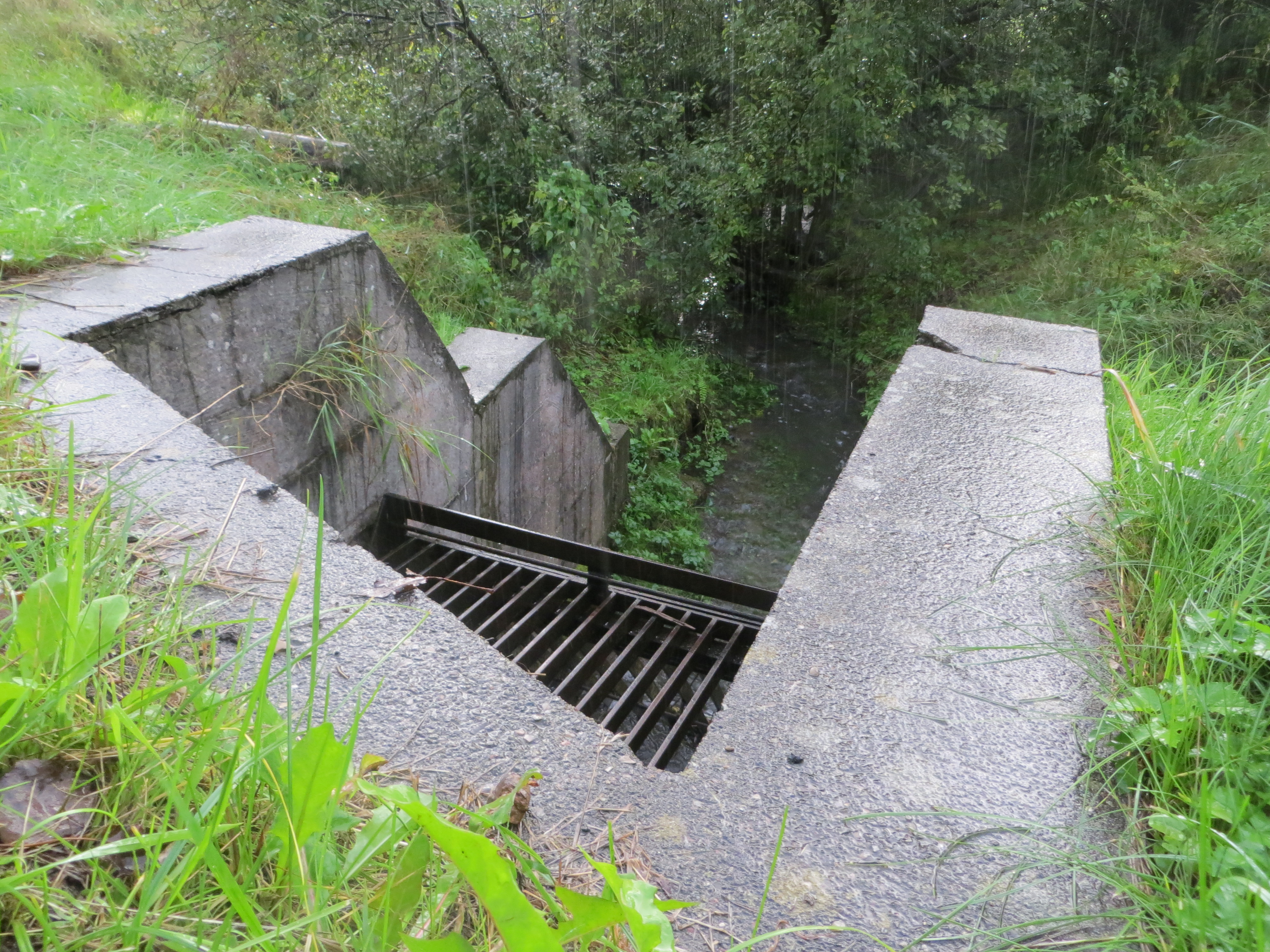
Die Marienau wie sie unweit des Quakenweges im Untergrund verschwindet.

Marienau (dänisch: Marieå) ist ein Fluss im Westen der Stadt Flensburg. Der Landschaftsteil des letzten, südlichen Flussabschnittes trägt den Namen Marienautal.

## Hintergrund
Die Marienau speist sich aus mehreren  Feuchtgebieten und Gräben in der Marienhölzung. Unter anderem auch vom Schwanenteich. Der zunächst kleine Bach verbreitert sich dort nach und nach. Bei den südlich gelegenen Wiesen des Magdalenenhofs verläuft die Marienau weiter Südwärts, wo sie das Gewerbegebiet an der Westerallee erreicht. Dort wurde sie zum Großteil überbaut. Bei der Straße Boreasmühle, am Rande des Gewerbegebietes tritt sie über eine kurze Strecke wieder zu Tage, um anschließend bei der Bundesstraße 199 sowie dem Citti-Park Flensburg wieder im Untergrund zu verschwinden. Beim Friedensweg, am östlichen Rand des Friedhofes Friedenshügel tritt die Marienau erneut zu Tage. Fortan verläuft sie ostwärts, durch das anschließende Marienautal. Im besagten Talbereich beidseitig der Marienau sind Bäume und Sträucher, Äcker und Weiden zu finden. Im Marienautal, das noch eine historische Kulturlandschaft darstellt, folgt die Marienau weitgehend ihrem natürlichen Verlauf. Letztlich mündet die Marienau verrohrt unweit des Quakenweg beim Wilhelminental im Mühlenstrom, der wiederum in der Flensburger Förde mündet.